# E-park
e-park es una aplicación informática que sirve para el pago del servicio de estacionamiento regulado a través de teléfonos móviles inteligentes (ORA, SER. OTA, OCA, etc).
Esta aplicación es utilizada por miles de conductores diariamente para abonar las tasas de estacionamiento regulado de sus respectivas ciudades.
La aplicación a fecha de mayo de 2021 tiene más de 900.000 usuarios registrados.
Fue comprado por EasyPark a finales del 2019 y, actualmente, se encuentra en fase de migración y desintegración.
La primera ciudad donde se puso en funcionamiento e-park fue el Santiago de Compostela el 18 de julio de 2013; a partir de ahí se fueron incorporando otras ciudades como Madrid, Santander, Marbella, Córdoba, Granada, etc hasta alcanzar a las 14 ciudades donde está presente actualmente.
La aplicación está disponible en los idiomas español, catalán y gallego, al igual que su página web.

## Funcionalidades
- Sacar tickets del estacionamiento regulado
- Tener múltiples vehículos asociados a una cuenta
- Geolocalización mediante GPS para detectar el barrio asociado a una calle
- Anular denuncias del estacionamiento regulado
- Poder ceder el tiempo sobrante a otros usuarios
- Capturar tickets de otros usuarios y aparcar gratis
- Descarga de justificantes firmados digitalmente
- Sistema de alertas de finalización de ticket
- Canjear puntos de Travel Club por saldo para pagar el parquímetro

## Plataformas
En la actualidad e-park está presente en la mayor parte de los sistemas operativos móviles:
- IOS
- Android
- BlackBerry
- Windows Phone

La aplicación también tiene disponible también para los usuarios una versión web accesible a través de un navegador móvil.

## Ciudades donde está presente
- Santiago de Compostela: fecha de lanzamiento 18/07/2013
- Santander: fecha de lanzamiento 14/08/2013
- Marbella: fecha de lanzamiento 25/09/2013
- Córdoba: fecha de lanzamiento 28/04/2014
- Almuñécar: fecha de lanzamiento 01/08/2014
- Granada: fecha de lanzamiento 31/07/2014
- Teruel: fecha de lanzamiento 7/10/2014
- Collado Villalba: fecha de lanzamiento 3/12/2014
- Gerona: fecha de lanzamiento 15/09/2014
- Segovia: fecha de lanzamiento  9/04/2015
- Orihuela: fecha de lanzamiento 13/04/2016
- La Coruña: fecha de lanzamiento 17/11/2015
- Castro Urdiales: fecha de lanzamiento 26/03/2015

## Competencia
Principalmente, existen otras dos aplicaciones aparte de e-park para el pago del estacionamiento regulado en España, Eysamobile de la empresa Estacionamientos y Servicios, S.A.U. y Telpark de la empresa MAKSU ESPAÑA S.L